# Carex aquatilis
Carex aquatilis — багаторічна трав'яниста рослина родини осокові (Cyperaceae), поширена в холодних регіонах північної півкулі: Північній Америці, північній Європі та північній Азії. Етимологія: лат. aquatilis — «водний».

## Опис
Рослини не ростуть у щільних пучках. Кореневища далеко-повзучі; корені червоно-бурі, товщиною до 2 мм, сильно розгалужені; луски оранжево- або червоно-коричневі, стійкі. Квіткові стебла 20–110(150) см, гладкі але грубі нижче суцвіть, трикутні. Листя: базальні піхви червоно-коричневого або коричневого кольору; пластини 15–130 см × 2.5–5(8) мм, гладкі, блискучі, темно-зелені або жовтувато-зелені. Суцвіття від 1/6 до 1/3 довжини стебла; приквітки листоподібні. Чоловічі й жіночі колоски різні й розміщені розділено, є 1–4 і 3–5 жіночих колосків. Жіночі колоски 40–70 мм завдовжки, густоквіті з короткими квітконіжками; вони стоять вертикально і перекривають одне одного. Приквітки жіночих квітів від фіолетового до мідного забарвлення. Сім'янки не стиснуті, блискучі, довжиною від 2 до 3 мм.

## Поширення
Північна Америка: Сен-П'єр і Мікелон, Канада, США, пд. Ґренландія; Азія: Сибір і Далекий Схід; Європа: Велика  Британія, Естонія, Латвія, Литва, Росія, Білорусь, Фінляндія, Німеччина, Ірландія, Нідерланди, Норвегія, Швеція. Інтродукція: о. Південна Джорджія. 
Населяє болотисті місця, вологу тундру, вологі луки, мілководдя по берегах, альпійські луки; на висотах 0–3000 м. Зростає на кислих, вапняних і нейтральних субстратах.

## Галерея

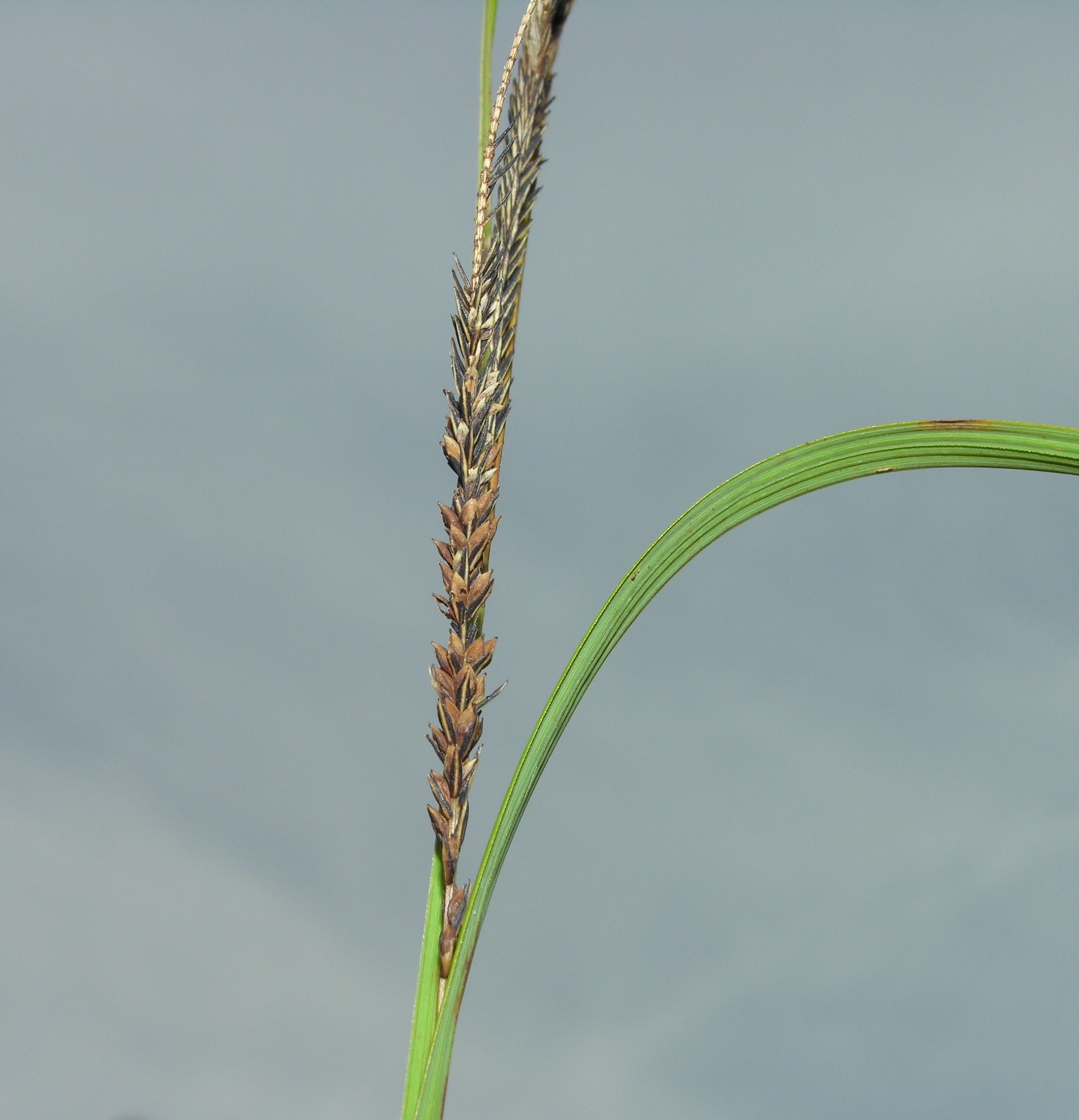
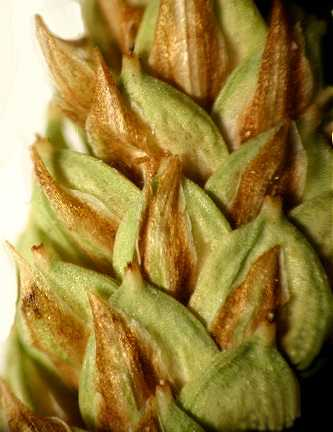
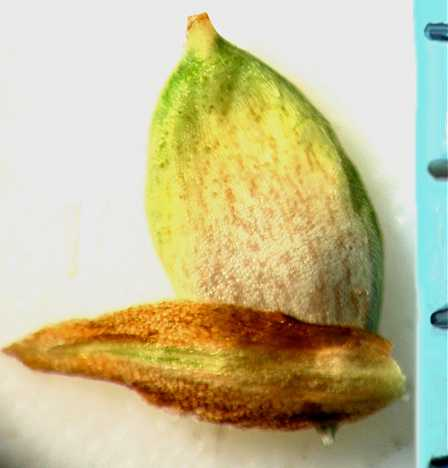
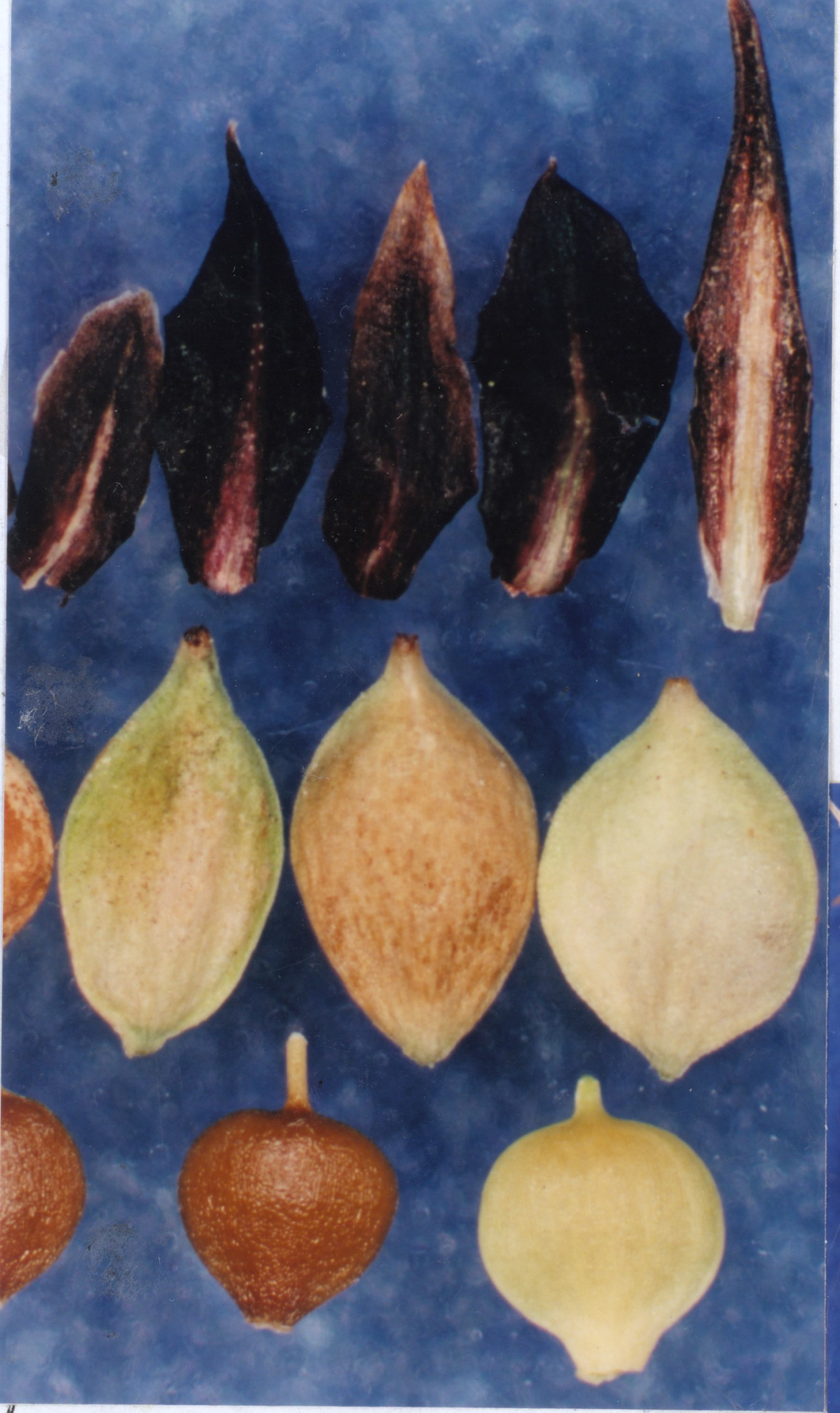
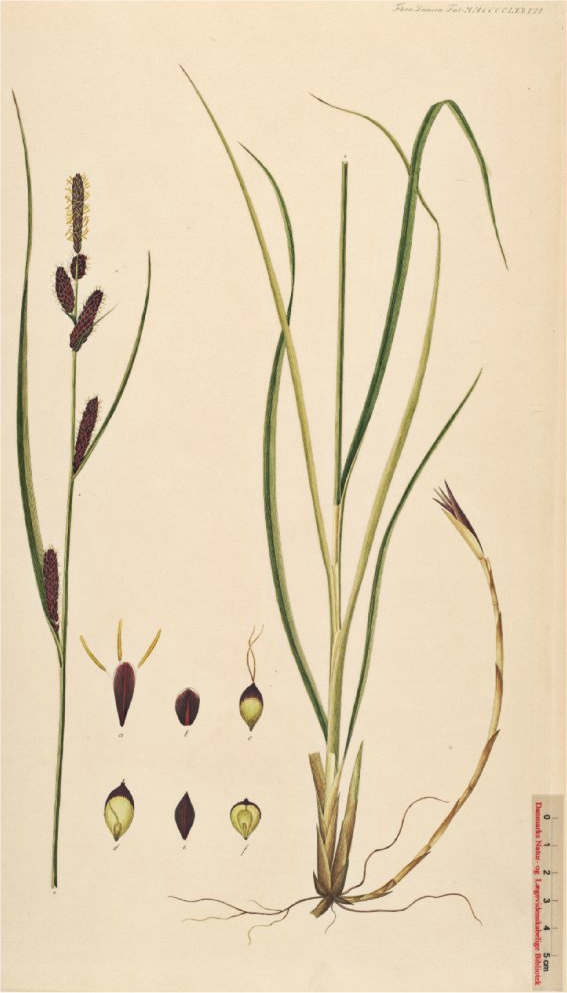